# Valsanzibio
Valsanzibio è l'unica frazione di Galzignano Terme. Si trova a quindici chilometri a sud di Padova. La località, adagiata ai piedi del monte Gallo (385 m) e del monte Orbieso (330 m), è nota per il giardino di Villa Barbarigo.

## Monumenti e luoghi d'interesse

### Monastero di Sant'Eusebio
L'antico monastero di Sant'Eusebio si trova su uno sperone collinare, il colle Sant'Eusebio. Questo monastero ha dato il nome alla valle e di conseguenza al paese. Le prime notizie della chiesa si hanno intorno al XI secolo, inizialmente era la chiesa parrocchiale, ma alla fine del XIII secolo questa funzione fu trasferita alla chiesa di San Lorenzo a causa dei cambiamenti nell'insediamento. Successivamente, il monastero passò sotto il controllo dell'Abbazia di Praglia. Il monastero comprendeva una parte religiosa sulla collina, con la chiesa e gli ambienti per i monaci, e un'altra rustica nella valle sottostante
Dal XXI secolo rimangono solo rovine e alcuni edifici restaurati.

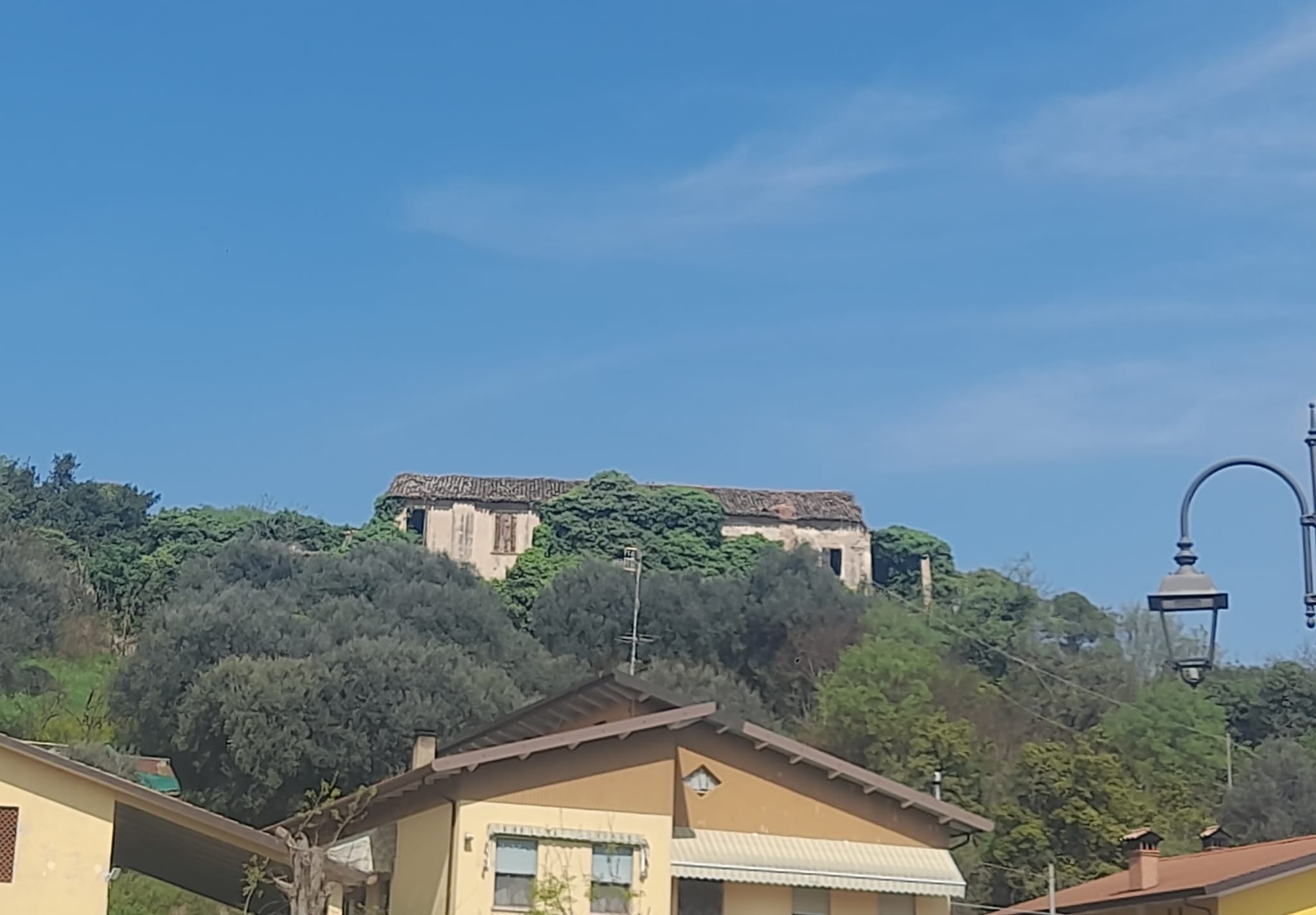
Monastero di Sant'Eusebio, veduta 2024.

### Pieve di San Lorenzo
L'antica Pieve di San Lorenzo, situata nel borgo vecchio del paese, è stata recentemente restaurata sia esternamente che internamente mettendo in risalto gli splendidi affreschi che la caratterizzano.

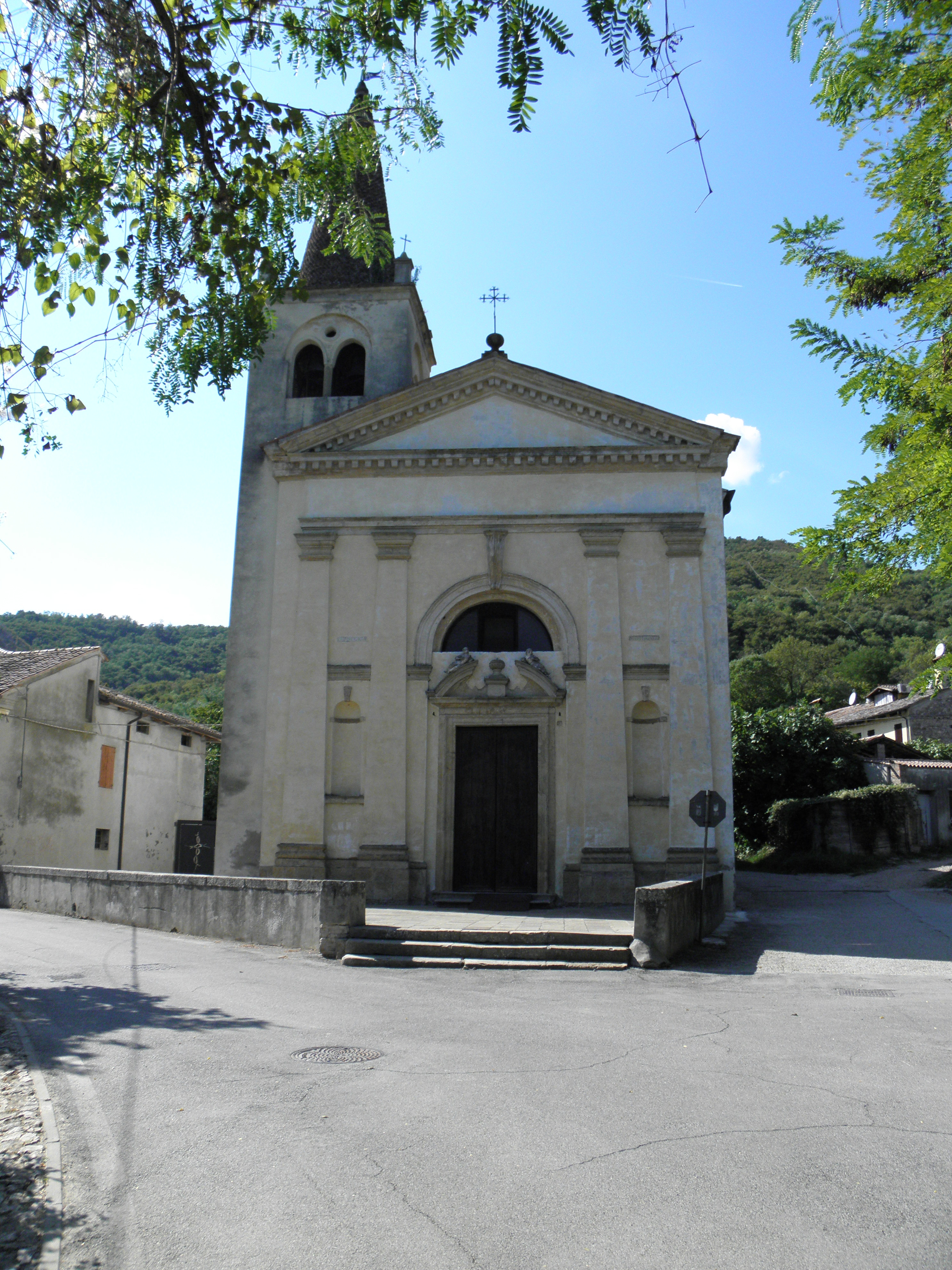
Pieve di san Lorenzo

### Villa Barbarigo
Il parco di Villa Barbarigo è un raro esempio di giardino simbolico seicentesco, che presenta un complesso sistema di fontane tutte funzionanti. 
Costruita su commissione del nobile veneziano Francesco Zuane Barbarigo, la villa, di struttura semplice, era un tempo raggiungibile tramite canali anche da Venezia.
Dopo la morte prematura del committente, i lavori si protrassero per sette anni fino al 1669, grazie al figlio Antonio Barbarigo, procuratore veneziano, e al primogenito Gregorio (che poi diventerà san Gregorio Barbarigo), secondo il progetto dell'architetto e fontaniere pontificio Luigi Bernini.
Il giardino contiene ben settanta statue con motti didascalici incisi sul basamento. Il parco, che copre un'area di 15 ettari, è percorso da sentieri che conducono alle fontane (in tutto sedici, tra cui quelle dei Fiumi, di Eolo, dei Venti), al labirinto in bosso, a laghetti, peschiere, ruscelli e giochi d'acqua, alla galleria dei carpini e a piccole costruzioni. Inoltre vi sono circa 800 piante, tra cui diverse specie arboree piuttosto rare.

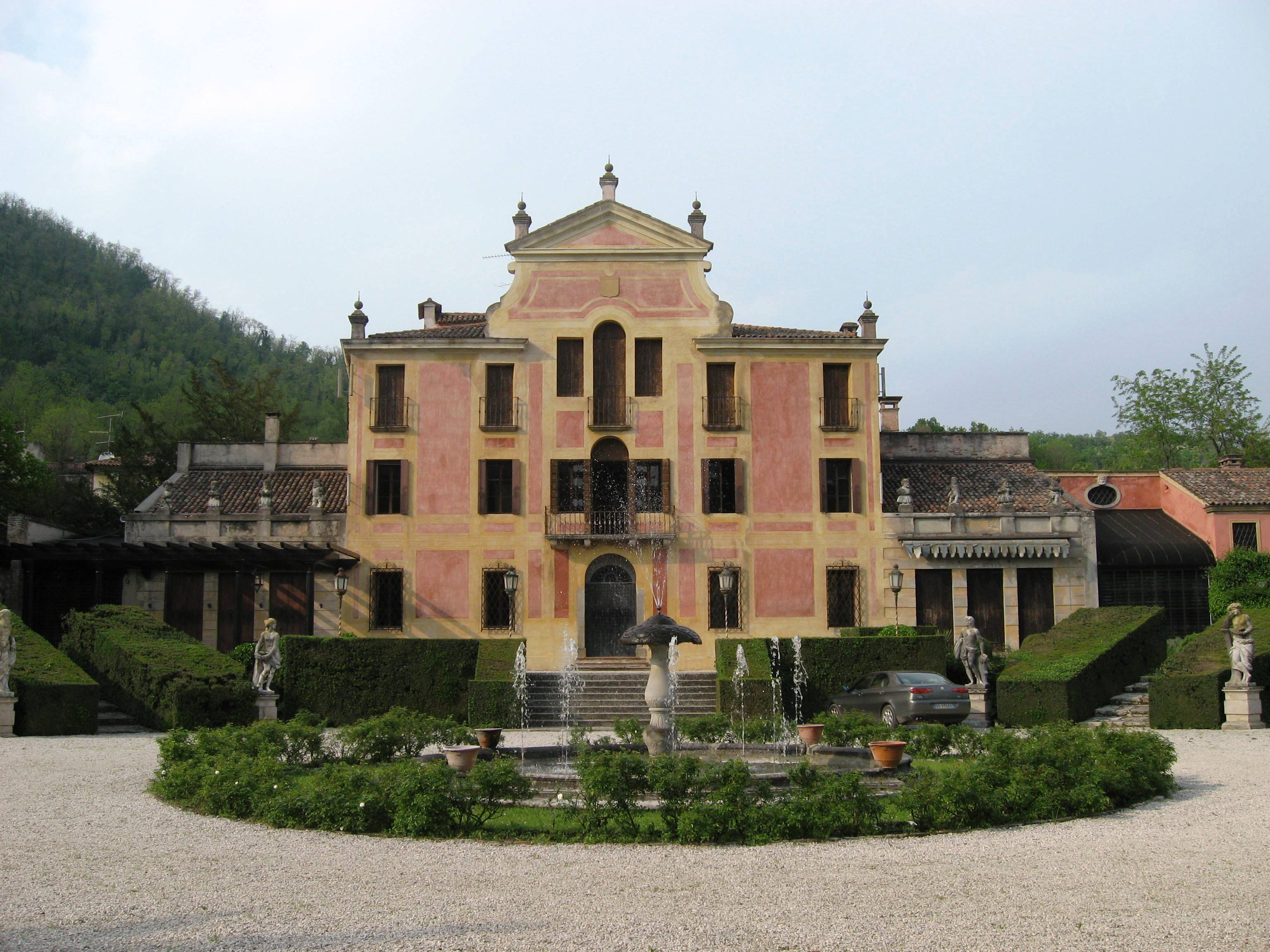
Veduta della facciata di Villa Barbarigo